# Джузеппе Лунгі
Джузеппе Лунгі (італ. Giuseppe Lunghi, 24 лютого 1896, Мілан — 16 жовтня 1994, Лонате-Поццоло) — італійський футболіст, що грав на позиції нападника. Виступав, зокрема, за клуб «Брешія».

## Ігрова кар'єра
Розпочав грати у футбол у клубах «Енотрія» і «Міланезе» з рідного міста Мілан, після чого у складі команди «Модена».
Своєю грою за останню команду привернув увагу представників клубу «Брешія», до складу якого приєднався 1919 року.
Протягом 1927—1928 років захищав кольори «Варезе», а завершив ігрову кар'єру у команді «Кастронно», за яку виступав протягом 1928—1929 років.
Помер 16 жовтня 1994 року на 99-му році життя у місті Лонате-Поццоло.